# Ес (Дренте)
Ес (нід. Ees) — село в нідерландській провінції Дренте. Входить до муніципалітету Боргер-Одорн.
Його площа становить 7,79 км², а населення станом на 2021 рік складало 325 осіб.
Перша згадка про населений пункт датується 1263 роком.